# Echidnophaga liopus
Echidnophaga liopus är en loppart som beskrevs av Jordan et Rothschild 1906. Echidnophaga liopus ingår i släktet Echidnophaga och familjen husloppor. Inga underarter finns listade i Catalogue of Life.